# پدر ملت
پدر ملت (به انگلیسی: Father of the Nation) یک عنوان افتخاری است که به شخصی داده می‌شود که نیروی محرکه تأسیس یک کشور، دولت یا ملت محسوب شود. این عنوان نیز تقریباً مشابه «پدر کشور» لاتین می‌باشد. در نظام‌های سلطنتی، پادشاه و همسرش اغلب به عنوان «پدر/مادر ملت» و همانند یک والدین برای هدایت خانواده در نظر گرفته می‌شوند. این مفهوم می‌تواند در جایگاه حق الهی پادشاهان که در برخی از پادشاهی‌ها وجود دارد بیان شود یا در برخی موارد دیگر جزوی از قانون اساسی باشد. اگرچه «پدر ملت» عنوانی نسبتاً مدرن طلقی می‌شود، اما ریشه‌های آن را می‌توان در عهد باستان یافت. به‌طور مثال، به گفته تاریخ‌نگاران یونانی، ایرانیان باستان کوروش بزرگ را «پدر» خود خطاب می‌کردند.
در آفریقای پسااستعماری، «پدر ملت» عنوانی بود که توسط بسیاری از رهبران هم برای اشاره به نقش آنها در جنبش استقلال به عنوان منبع مشروعیت، و هم برای استفاده از نمادگرایی پدرانه به عنوان منبع محبوبیت مداوم استفاده می‌شد. در هفتادمین سالگرد تولد ژوزف استالین در سال ۱۹۴۹، به دلیل تأسیس «دموکراسی خلقی» در کشورهای تحت اشغال اتحاد جماهیر شوروی پس از جنگ جهانی دوم، عنوان «پدر ملل» به او اعطا شد. عنوان «پدر ملت» گاهی از نظر سیاسی مورد مناقشه قرار می‌گیرد. قانون اساسی ۱۹۷۲ بنگلادش شیخ مجیب‌الرحمن را به عنوان «پدر ملت» اعلام کرد. طرحی در پارلمان اسلواکی برای معرفی آندری هلینکا، رهبر جنجالی اسلواکی پیش از جنگ جهانی دوم به عنوان «پدر ملت» در سپتامبر ۲۰۰۷ به سختی شکست خورد.

## فهرست پدر ملت‌ها
| دارنده                         | ملت               | عنوان (ترجمه شده)   | یادداشت                                                                  |
| ------------------------------ | ----------------- | ------------------- | ------------------------------------------------------------------------ |
| احمدشاه درانیمحمد ظاهر شاه     | افغانستان         | احمد شاه پدرپدر ملت | بنیان‌گذار امپراتوری درانیبنیان‌گذار افغانستان مدرن                        |
| اسماعیل کمالی                  | آلبانی            | پدر ملت             | رهبر جنبش استقلال‌طلبی آلبانی از امپراتوری عثمانی و اولین نخست‌وزیر آلبانی |
| ارول بارو                      | باربادوس          | پدر استقلال         | رهبر جنبش استقلال‌طلبی باربادوس از بریتانیا                               |
| بوگدان خملنیتسکی               | اوکراین           | پدر ملت             | بنیان‌گذار هتمانات کازاک نخستین دولت مستقل در اوکراین                     |
| رضا شاهکوروش بزرگ              | ایران             | پدر ملتپدر پارسیان  | بنیان‌گذار دودمان پهلوی و ایران مدرنبنیان‌گذار شاهنشاهی هخامنشی            |
| زاید بن سلطان آل نهیان         | امارات متحده عربی | پدر ملت             | بنیان‌گذار امارات متحده عربی و نخستین رئیس جمهور آن                       |
| چنگیز خان                      | مغولستان          | پدر مغولان          | بنیان‌گذار امپراتوری مغول و مغولستان                                      |
| داوید بن گورین                 | اسرائیل           | پدر ملت             | بنیان‌گذار و نخستین نخست‌وزیر اسرائیل                                      |
| دونالد دوار                    | اسکاتلند          | پدر ملت             | نخستین وزیر اسکاتلند                                                     |
| سون یات سن                     | تایوان            |                     | رئیس‌جمهور تایوان                                                         |
| شیخ مجیب‌الرحمن                 | بنگلادش           | پدر ملت             | رهبر جنگ آزادی‌بخش بنگلادش                                                |
| عبدالعزیز بن عبدالرحمن آل سعود | عربستان سعودی     | پدر ملت             | بنیان‌گذار عربستان سعودی                                                  |
| کیم ایل سونگ                   | کره شمالی         | رهبر ابدی           | بنیان‌گذار جمهوری دموکراتیک خلق کره                                       |
| لی کوآن یو                     | سنگاپور           |                     | نخست‌وزیر سنگاپور                                                         |
| مصطفی کمال آتاترک              | ترکیه             | پدر ترک‌ها           | بنیان‌گذار جمهوری ترکیه                                                   |
| مهاتما گاندی                   | هند               | پدر ملت             | رهبر جنبش استقلال‌طلبی هند از امپراتوری بریتانیا                          |
| نلسون ماندلا                   | آفریقای جنوبی     | پدربزرگ             | رهبر جنبش ضد آپارتاید در آفریقای جنوبی و نخستین رئیس‌جمهور آفریقای جنوبی  |